# Саут Њу Касл (Пенсилванија)
Саут Њу Касл (енгл. South New Castle) град је у америчкој савезној држави Пенсилванија.

## Демографија
По попису из 2010. године број становника је 709, што је 99 (-12,3%) становника мање него 2000. године.
| Група             | 2000.       | 2010.       |
| Белци             | 803 (99,4%) | 686 (96,8%) |
| Афроамериканци    | 0 (0,0%)    | 9 (1,3%)    |
| Азијати           | 1 (0,1%)    | 2 (0,3%)    |
| Хиспаноамериканци | 0 (0,0%)    | 4 (0,6%)    |
| Укупно            | 808         | 709         |